# Believe (Kalafinaの曲)
「believe」（ビリーブ）は、Kalafinaの16枚目のシングル。2014年11月19日にSME Recordsからリリース。

## 概要
Kalafinaとしては、前作『heavenly blue』より、約3ヶ月ぶりのシングルとなった。表題曲の「believe」は、TVアニメ『Fate/stay night [Unlimited Blade Works]』のエンディングテーマであり、Kalafinaの5枚目のアルバム『far on the water』にも収録されている。
CDは、通常盤、初回生産限定盤A/B(DVD/BD付き)、期間生産限定盤(アニメ盤)の4仕様で発売された。

## 収録曲
（全作詞、作曲、編曲、梶浦由記）
通常盤・初回限定盤
1. believe （4:51）
2. in every nothing  (4:36)
3. lapis  (3:48)
4. believe∼instrumental∼  (4:49)

DVD/BD（初回限定盤）
1. believe MV

期間限定盤（アニメ盤）
1. believe
2. in every nothing
3. lapis
4. believe∼TV Size∼

DVD
1. TV　アニメ「Fate/stay night [Unlimited Blade Works]」ノンクレジットエンディング映像